# Fatih Karagümrük S.K.
Fatih Karagümrük S.K., còn được gọi là Karagümrük, là một câu lạc bộ bóng đá Thổ Nhĩ Kỳ có trụ sở tại khu phố Karagümrük của quận Fatih ở İstanbul. Đội hiện đang chơi ở Süper Lig.Tính đến mùa giải 2020-21,đội chơi các trận đấu tại Sân vận động Olympic Atatürk với sức chứa 76.092 chỗ ngồi. Câu lạc bộ cũng có một đội bóng đá nữ thi đấu tại Women's Super League.

## Đội hình

### Đội hình hiện tại
Tính đến 3 Tháng 3, 2022
| Số | VT | Quốc gia   | Cầu thủ                                       |
| -- | -- | ---------- | --------------------------------------------- |
| 1  | TM | Thổ Nhĩ Kỳ | Yavuz Aygün                                   |
| 2  | TM | Ý          | Emiliano Viviano                              |
| 4  | HV | Ý          | Davide Biraschi (Cho mượn từ Genoa)           |
| 6  | TV | Argentina  | Lucas Biglia (captain)                        |
| 7  | TĐ | Nigeria    | Ahmed Musa                                    |
| 9  | TĐ | Thổ Nhĩ Kỳ | Emre Mor (Cho mượn từ Celta Vigo)             |
| 10 | TV | Thụy Điển  | Jimmy Durmaz                                  |
| 11 | TV | Thổ Nhĩ Kỳ | Kerim Frei                                    |
| 13 | TM | Thổ Nhĩ Kỳ | Cem Kablan                                    |
| 14 | TV | Thổ Nhĩ Kỳ | Efe Tatlı                                     |
| 16 | TĐ | Ý          | Fabio Borini                                  |
| 18 | TV | Đức        | Levent Mercan (Cho mượn từ Schalke 04)        |
| 19 | HV | Thổ Nhĩ Kỳ | Emir Yazici                                   |
| 21 | TM | Thổ Nhĩ Kỳ | Utku Yuvakuran (Cho mượn từ Beşiktaş)         |
| 22 | TV | Thổ Nhĩ Kỳ | Samed Onur                                    |
| 23 | TV | Croatia    | Kristijan Bistrović (Cho mượn từ CSKA Moscow) |

| Số | VT | Quốc gia             | Cầu thủ                                   |
| -- | -- | -------------------- | ----------------------------------------- |
| 24 | TV | Gruzia               | Vato Arveladze                            |
| 25 | HV | Hà Lan               | Derrick Luckassen (Cho mượn từ PSV)       |
| 27 | HV | Thổ Nhĩ Kỳ           | Serhat Ahmetoğlu (Cho mượn từ Fenerbahçe) |
| 29 | HV | Slovenia             | Jure Balkovec                             |
| 30 | HV | Thổ Nhĩ Kỳ           | Salih Dursun                              |
| 60 | HV | Thổ Nhĩ Kỳ           | Alparslan Erdem                           |
| 72 | TĐ | Serbia               | Aleksandar Pešić                          |
| 77 | TV | Bỉ                   | Adnan Ugur (Cho mượn từ Fortuna Sittard)  |
| 86 | HV | Thổ Nhĩ Kỳ           | Burak Bekaroğlu                           |
| 87 | HV | Bosna và Hercegovina | Ervin Zukanović                           |
| 88 | HV | Thổ Nhĩ Kỳ           | Caner Erkin                               |
| 90 | TĐ | Thổ Nhĩ Kỳ           | Berke Demircan                            |
| 92 | TĐ | Pháp                 | Yann Karamoh (Cho mượn từ Parma)          |
| 93 | TĐ | Pháp                 | Yannis Salibur                            |
| 94 | TV | Pháp                 | Abdoulaye Touré (Cho mượn từ Genoa)       |
| 99 | HV | Ý                    | Rayyan Baniya                             |

### Cầu thủ ghi bàn nhiều nhất
| Cầu thủ ghi bàn nhiều nhất | Cầu thủ ghi bàn nhiều nhất | Cầu thủ ghi bàn nhiều nhất | Cầu thủ ghi bàn nhiều nhất | Cầu thủ ghi bàn nhiều nhất |
| Số                         | Tên                        | Bàn thắng                  | Số trận                    | Mùa giải                   |
| -------------------------- | -------------------------- | -------------------------- | -------------------------- | -------------------------- |
| 1                          | Tarık Kutver               | 36                         | 121                        | 1957-1962                  |
| 2                          | Kadri Aytaç                | 25                         | 67                         | 1958-1960                  |
| 3                          | Sadun Narlıtepe            | 24                         | 85                         | 1990-1993                  |
| 4                          | Abdullah Avcı              | 22                         | 54                         | 1984-1986                  |
| 5                          | Aydın Yelken               | 22                         | 104                        | 1957-1963                  |
| 6                          | Serdar Dursun              | 20                         | 70                         | 2014-2016                  |
| 7                          | Ali Soydan                 | 20                         | 83                         | 1960-1963                  |
| 8                          | Yasin Markal               | 19                         | 20                         | 2010-2011                  |
| 9                          | Turhan Bayraktutan         | 19                         | 82                         | 1958-1962                  |
| 10                         | Nedim Yüney                | 18                         | 108                        | 1957-1966                  |

### Cầu thủ đấu nhiều trận nhất
| Cầu thủ đấu nhiều trận nhất | Cầu thủ đấu nhiều trận nhất | Cầu thủ đấu nhiều trận nhất | Cầu thủ đấu nhiều trận nhất |
| No                          | Tên                         | Trận                        | Mùa giải                    |
| --------------------------- | --------------------------- | --------------------------- | --------------------------- |
| 1                           | Halil Uysal                 | 156                         | 2012-2018                   |
| 2                           | Yılmaz Akı                  | 154                         | 1989-1996                   |
| 3                           | Kadri Kartal                | 144                         | 1958-1964                   |
| 4                           | Nihat Çapalar               | 134                         | 1959-1964                   |
| 5                           | Fahri Çakar                 | 134                         | 1985-1992                   |
| 6                           | Ömercan Öndaş               | 124                         | 2012-                       |
| 7                           | Tarık Kutver                | 121                         | 1957-1962                   |
| 8                           | Süleyman                    | 114                         | 1964-1969                   |
| 9                           | Orhan Erkmen                | 113                         | 1958-1963                   |
| 10                          | Nedim Yüney                 | 108                         | 1957-1966                   |

## Tham Khảo
1. ↑  “Tesi̇sleri̇mi̇z”.
2. ↑  “OYUNCULAR”. Fatih Karagümrük. Truy cập ngày 28 tháng 12 năm 2020.

Bản mẫu:Süper Lig seasons